# Hälsinglands runinskrifter 2
Hälsinglands runinskrifter 2 med signum Hs 2, är en runsten av röd sandsten som står på Norrala kyrkogård i Söderhamns kommun i Hälsingland; se foto på kulturmiljöbild. Runstenen är den enda bevarade i södra Hälsingland; två runstensfragment har dock hittats i byn Borg i samma socken; Hs 3 och Hs 4 och dessutom fragmentet Hs 5 i dess annexförsamling Trönö vars dalgång som närmast är en fortsättning av Norraladalen. Hs 2 har alltså varit en av åtminstone tre, möjligen fyra, runstenar i Norrala-Trönö pastorat, som under järnåldern och vikingatiden var en av centralorterna i de norrländska kustlandskapen. Detta antal ska ställas i relation till att det i den södra halvan av Hälsingland i övrigt bara finns ytterligare en runsten känd i form av ett fragment från Bollnäs socken i landskapets sydvästra del: Hs 1. Runstenen i Norrala har troligen haft sin ursprungliga plats i närheten av den stenkyrka som senare uppfördes, eftersom den avsiktligt bevarats genom att infogas i muren vid byggandet av kyrkan. Runstenen står nu uppställd norr om den byggnad på kyrkogården som kallas Staffans stupa, under vilken Hälsinglands apostel Staffan enligt legenden ska ligga begravd.
De tolkningar av runtexten som getts sedan 1600-talets början skiljer sig åt. Runologen Patrik Larsson presenterade 2004 en läsordning och tolkning av texten som rätar ut de flesta frågetecknen.

## Läsningar av runtexten
Inskriften är inhuggen i ett rundjur, en dekorativ djurfigur i form av en smal och slingrande orm eller drake, som slingrar sig runtom ett kors. Runstenens ena kant är avbruten så att en del av texten har gått förlorad i avsnittet med den avslutande bönen och där också runristarens namn tros ha angetts. Osäkerheten om tolkningen av några ord i inskriften har medfört att flera historiker och runologer sedan 1700-talet förordat en läsning som börjar ungefär mitt på högra sidan för att få en förståelig text, trots att det är synnerligen ovanligt att texten i slingan inte börjar vid rundjurets huvud.
I den lokalhistoriska litteraturen har förekommit en tolkad men i flera avseenden felaktig läsning med osäker proveniens: ”Alasvider och Götrik och Sigbjörn läto rista sten efter Kettilbjörn och Anund son hans och sjöfarare. Gud hjälpe.”  De två senaste granskningar av runtexten som publicerats i tryck är utförda av runologerna Marit Åhlén (1994) respektive Patrik Larsson (2004). Deras tolkningar återges nedan.

### Åhlén 1994
Marit Åhlén beskriver 1994 inskriften som ”märkligt arrangerad” genom att den inte börjar vid rundjurets huvud. Inskriften är också avvikande genom att runtexten efter namnet Sigbjörn inte fortsätter i den vänstra utan innanför den högra sidan, men då utan ramlinje. Hennes omdöme är att runristaren varit skicklig men egensinnig. Åhléns läsning, som också återges på den informationsskylt som är uppsatt vid runstenen, börjar med det otolkade ordet anasuiþr. Hennes bedömning är att läsningen inleds med anasuiþr, ett otolkat ord, sannolikt ett mansnamn. Möjligen inleds inskriften med uiþr i stället. anas är i så fall möjligen ett ord i genitiv som hör samman med det otolkade epitetet eller namnet saufaraR; ändelsen –aR indikerar att detta ord står i genitiv. Denna tolkning utgår fortfarande från antagandet att runföljden på Norralastenen är synnerligen avvikande genom att den inte börjar vid rundjurets huvud. En läsning med utgångspunkt från uiþr har fördelen att den börjar med ett belagt namn. Läsningen förklarar dock inte anas och dess betydelse, inte heller ordet saufaraR.
Translitterering av runraden:
'anasuiþr : auk utrikr auk sikbiurn • þiR litu rita stin x aftiR katilbiurn : auk anunt : sun hans : auk saufaraR : kuþ hialbi ---------- ki þita'
Normalisering:
anasuiþr ok Otryggr ok Sigbiorn þæiR letu retta stæin æftiR Kætilbiorn ok Anund, sun hans, ok saufaraR. Guđ hiælbi …(mer)ki þetta.
Översättning till nusvenska:
anasuiþr och Otrygg och Sigbjörn, de lät uppresa stenen efter Kättilbjörn och Anund, hans son, och … Gud hjälpe … detta minnesmärke.

### Larsson 2004
Patrik Larsson är den runolog som senast (2004) behandlat runstenens text. Han menar att den uppdelning av anasuiþr i anas och uiþr som Åhlén föreslår är ”mindre trolig”, och ordet saufaraR ser han som en genitivform av kvinnonamnet Söyvor. Larsson visar att runföljden med större eller mindre ansträngning kan läsas på de tre olika sätt som redovisas nedan. Han framhåller dock att det tredje tolkningsförslaget är det troligaste, eftersom det inte förutsätter att inskriften till sin utformning är starkt avvikande jämfört med de flesta andra runtexter.

### Larsson 2004: Tolkningsförslag 1
Det inledande anasuiþr består av två ord, mansnamnen Ann (Ån) och Asviþr (Åsvid). Läsningen tar hänsyn till att det finns ett större mellanrum än i övrigt mellan bokstäverna n och a i anasuiþr. Det finns visserligen inget skiljetecken mellan dessa två bokstäver, men eftersom bruket av skiljetecken inte är konsekvent i inskriften är detta inte ett avgörande argument mot tolkningen. Namnet Ánn finns belagt i norska runtexter men däremot inte i svenska, vilket är en svaghet. Ett norskt inflytande i Hälsingland uppges dock kunna påvisas redan för folkvandringstiden liksom norska drag i de senare hälsingska dialekterna. Hälsingland ligger dessutom nära Jämtland och Härjedalen, som vid tiden för runstenens tillkomst var norska. Tolkningen utgår fortfarande från antagandet att runföljden på Norralastenen är avvikande genom att den inte börjar vid rundjurets huvud.
Translitterering av runraden:
'an asuiþr : auk utrikr auk sikbiurn • þiR litu rita stin x aftiR katilbiurn : auk anunt : sun hans : auk saufaraR : kuþ hialbi ---------- ki þita'
Normalisering:
Ánn Asviðr ok Otryggr ok Sigbiorn þæiR letu retta stæin æftiR Kætilbiorn ok Anund, sun hans ok SøyvaraR. Guđ hiælbi …<mer>ki þetta.
Översättning till nusvenska:
Ann (Ån), Asviðr och Otrygg och Sigbjörn, de lät resa stenen efter Kättilbjörn och Anund, hans och Søyvors son. Gud hjälpe … detta minnesmärke.

### Larsson 2004: Tolkningsförslag 2
Läsningen av inskriften börjar vid rundjurets huvud med orden aftiR katilbiurn. an i anasuiþr kan möjligen förstås som en skrivning av konjunktionen en (”men”). Runföljden följer då den normala läsordningen på svenska runstenar utifrån stenens utseende. Man behöver förutsätta ett underförstått ”står dessa runor” eller liknande efter den inledande prepositionsfrasen, men paralleller till detta finns på andra runstenar. Det saknas emellertid belägg för att konjunktionen en kan skrivas med a-runa, vilket är ett rätt starkt argument mot tolkningen.
Translitterering av runraden:
'aftiR katilbiurn : auk anunt : sun hans : auk saufaraR an asuiþr : auk utrikr auk sikbiurn • þiR litu rita stin x : kuþ hialbi ---------- ki þita'
Normalisering:
ÆftiR Kætilbiorn ok Anund, sun hans ok SøyvaraR [underförstått: står dessa runor]. En Asviðr ok Otryggr ok Sigbiorn þæiR letu retta stæin. Guđ hiælbi …(mer)ki þetta.
Översättning till nusvenska:
Efter [dvs. till minnet av] Kättilbjörn och Anund, hans och Søyvors son. Men Asviðr och Otrygg och Sigbjörn, de lät resa stenen. Gud hjälpe … detta minnesmärke.

### Larsson 2004: Tolkningsförslag 3
Läsningen av inskriften börjar vid rundjurets huvud med orden aftiR katilbiurn. Runföljden anasuiþr delas upp i mansnamnen Ánn och Asviðr. Runföljden följer då standarden för läsordning på svenska runstenar utifrån stenens utseende. Man behöver förutsätta ett underförstått ”står dessa runor” eller liknande efter den inledande prepositionsfrasen, men paralleller till detta finns på andra runstenar. Uppdelningen av anasuiþr i två namn tar hänsyn det bredare mellanrum som följer efter an. Namnet Ánn finns som sagt inte belagt i svenska runtexter, däremot i norska; ett norskt inflytande kan emellertid tidigt spåras i Hälsingland, som ovan sagts. Läsningen löser det ortografiska dilemmat med tolkningen av an som konjunktionen en.
Translitterering av runraden:
'aftiR katilbiurn : auk anunt : sun hans : auk saufaraR an asuiþr : auk utrikr auk sikbiurn • þiR litu rita stin x : kuþ hialbi ---------- ki þita'
Normalisering:
ÆftiR Kætilbiorn ok Anund, sun hans ok SøyvaraR. Ánn, Asviðr ok Otryggr ok Sigbiorn þæiR letu retta stæin. Guđ hiælbi …(mer)ki þetta.
Översättning till nusvenska:
Efter [dvs. till minnet av] Kättilbjörn och Anund, hans och Søyvors son [underförstått: står dessa runor]. Ann, Asviðr och Otrygg och Sigbjörn, de lät resa stenen. Gud hjälpe … detta minnesmärke.

## Tidigare omnämnanden av runstenen

### Johan Bure, ca 1601
Runstenen i Norrala finns tidigast omnämnd i en handskrift upprättad av antikvarien och runforskaren Johan Bure († 1654). Beskrivningen härrör troligen från dennes Norrlandsresa åren 1600–1601, då han hade hertig Karls uppdrag att inventera fornminnen i denna landsdel. Johan Bure anger att runstenen förvarades i ”Norala Wåkne Hus”, dvs. i kyrkans vapenhus. Han noterar att den hade ”Ormbuken op”, vilket innebär att den ormslinga i vilken runorna ristats hade själva buken uppåtvänd. Texten, som återges med runor och med latinska bokstäver samt i latinsk översättning, inleds i Johan Bures läsning med orden: ”eftir Kätäl Biurn auk Anvnd sun hans: äuk Sänfarar Än As Vider äuk Vtryker äuk SigBiurn”. Han ger själv den latinska översättningen: ”In memor Catel Biurni et Anundi filii illius et An AsVidus et Vtricus et SigBiurnus.” (”Till minnet av Catel Biurn och hans son Anund; och AsVid och Utrik och Sigbiurn.”) Med andra ord överensstämmer denna läsning i stora drag med Patrik Larssons tolkningsförslag 2004, även om Johan Bure lämnar an oöversatt. Denne fortsätter: ”Där lyktar [d.v.s. slutar] Stiärten. Innan på Ormryggen finnes detta tilbaka opföre. dir litu rita stin”, följt av samma text med runskrift samt den latinska texten: ”ipsi fecerunt scribi saxum”, alltså ”dessa lät rista stenen”. Beskrivningen avslutas med: ”Vtan om opföre, och under Orm buken detta. Gud hialpi hans”.

### Olof Broman, senast 1750
Hudiksvallsprosten och lokalhistorikern Olof Johannis Broman (d. 1750) noterar i sin redogörelse för Norrala sockens kyrkliga angelägenheter: ”Men en Runsten är uti Wapnhusgålfwet lagder; när kyrkan påökades; åratalet är osäkert”. Hans återgivning av inskriften i runor lyder i translitterering:
aasviþr auk utrifr auk sikbiurn þir litu riti stin aiptiR katilbiurn auk anun sun hans auk sunfiriR kuþ hialbi anþ þiri – – – rti marki tisi
Olof Broman tillägger: ”Thenna stenen, at icke aldeles förnötas, uti ingången i wapenhuset som syntes ske; lät kyrkoherden H. Lars Elfvik, A: 1726; efter min begiäran, som war hans Moders Cousin, uttaga, och resa honom up utanföre södre wapnhuse-dören på kyrkogården; ther han än står behållen.” Bromans uppgift bekräftas av en begravningsnotis för en ung man avliden i Norrala den 27 juni 1726: ”Och begrofs Andreas emellan sielfwa Kyrkio-trapporne och ther Rune-hällen står uprest (…)”.

### Olof Rehn/N. R. Brocman, 1763
Under den resa Nils Reinhold Brocman 1763 genomförde i Hälsingland för att undersöka några rapporterade gravar efter de jättar som man trodde hade funnits i landskapet i forntiden gjorde hans biträde Olof Rehn en avritning av runstenen, ”Utanpå Norrala Kyrkas Södra Utbygge i Helsingland”. Avbildningen (klicka på bilden i informationsrutan ovan för en högupplöst version) visar att runstenen vid det laget var insatt jämte ett nu förlorat stenfragment med vikingatida ornamentik i väggen till det södra vapenhuset.

### J. D. Flintenberg, 1785
En mycket noggrant gjord kopia av Rehns avbildning trycktes senare av Johan David Flintenberg i andra delen i dennes avhandling Dissertatio historica de territorio australi Helsingiæ (Historisk dissertation om södra Hälsingland), tryckt 1785. Flintenberg kommenterar: ”Jag har emellertid låtit göra ett kopparstick av runstenen som är insatt i kyrkans sydvägg, utifrån Brocmans avbildning i Kungliga biblioteket, och har bifogat den till dissertationen, eftersom den saknas i de utgivna samlingarna över stenmonument. Fastän någon kanske skulle säga att stenen inte innehåller något som skulle kasta nytt ljus över historien, så ökar den åtminstone antalet stenar som har tydliga kristna kännetecken. Den har inskriptionen: Anasvidr auk Utrikr auk Sigbiurn dir litu ritu Stin iftir Katilbiurn auk Anunt Sun hans auk Saufarar. Gud hialbi - - Kidita. Det vill säga: Anasvidr och Utrikr och Sigbjörn lät rista stenen efter Katilbjörn och Anund, hans och Söfaras son. Gud hjälpe.” Flintenberg tillägger i en fotnot: ”Jämför Brocman, Sv. Magaz. [dvs. tidskriften Svenska Mercurius], s. 723. När han återgav bokstäverna var de söndervittrade och bortnötta. En något mer fullständig läsning företer Broman i sin Glysisvallur, nämligen: hjalbi and thiri — ritu marki thisi. Det sista ordet i Brocmans inskrift bör därför kanske läsas: ki tisi.”

### N. H. Sjöborg, 1830
Fornforskaren och professorn Nils Henrik Sjöborg återger 1830 i ett av sina verk en avbildning av Norrala runsten med texttolkning. ”Här hafve vi en Helsinge-Runsten utan någon enda Helsinge-runa. Den har äfven det ovanliga, att texten börjas, icke vid drakens hufvud, utan på sidan till höger närmare stjerten sålunda: Anasvidr auk Utrikr (här är en vändruna) auk Sigbur dir litu rita stin (nu börjas vid hufvudet) aftir Katilbjurn auk Anund sun hans auk saufarar. Gud hjalbi - - - - (mer) ki dita. Det är. Anasvidr och Utrik och Sigbur de låta rita stenen efter Ketilbjörn och hans son Anund den sjöfarande: Gud hjelpe (hans själ) —— (gjorde) detta märke. Stenen finnes i Södra Helsingland, Norrala socken på södra kyrkoväggen. Se Disputationen under Fants inseende De Territorio Australi Helsingiae, Pl. 1, p. 30.” Avbildningen av runstenen är ett snitt av Flintenbergs återgivning av Olof Rehns teckning, men själva kyrkväggen och den intilliggande stenen med ornamentik har utelämnats.